# Активный словарь
Акти́вный слова́рь, активный запа́с слов — часть лексического и фразеологического состава языка, употребительная в данный период в той или иной речевой сфере. Играет наиболее важную роль при выполнении языком коммуникативной функции. Включает относительно ограниченное число лексических единиц, особенно часто используемых в речи в связи с наиболее существенными для данного общества реалиями. Противопоставляется пассивному словарю.
Для активного словаря характерна изменчивость: часть его элементов, оставаясь понятной носителям языка, постепенно переходит в состав пассивного словаря; напротив, вновь возникающие слова (к примеру, рус. прилуниться) со временем могут поступать в активный словарь. В некоторых случаях единица, уйдя из активного словаря, позднее возвращается в него (например, рус. министр, сержант). Однако ядро активного словаря, состоящее из стилистически нейтральных единиц с развитой системой значений, высокой сочетаемостью и словообразовательной активностью, изменяется медленно.
Принадлежность лексической единицы к активному словарю характеризуется в справочной литературе особыми индексами (в частности, частотой), для получения которых используются методы лингвистической статистики и социолингвистики. Названные индексы учитываются при создании словарей-минимумов, моделирующих активный словарь языка.

## Другие значения термина
Следует различать активный словарь языка и активный словарь отдельного его носителя, который в психолингвистике определяется как совокупность лексических единиц, свободно используемых индивидом в спонтанной речи. Отдельный говорящий может не использовать те или иные пласты профессиональной терминологии, книжной или экспрессивной лексики и фразеологии, что не исключает их причисления к общему активному словарю языка.
В лексикографической теории Л. В. Щербы под активным словарём понимается лексикографическое пособие, облегчающее говорящему или пишущему выбор и употребление лексических единиц.